# Johann Magdeburg
Johann Magdeburg (* um 1530 in Gardelegen; † 6. September 1565 in Hamburg) war ein deutscher evangelischer geistlicher Dichter.

## Leben
Der Bruder des Joachim Magdeburg hatte 1546 die Universität Wittenberg bezogen und war 1556 Diakon der Kirche in Lunden, wo er das Bekenntnis vom heiligen Abendmahl der Dithmarschen Kirchen unterschrieb. Während jener Zeit, stand er zur Frage des Abendmahls auch mit Joachim Westphal in Verbindung. Im Juni 1563 wurde er Diakon an der St.-Katharinen-Kirche in Hamburg, in welcher Stellung er aber wenig später an der Pest verstarb.
Noch in seinem Todesjahr erschien „Der Psalter Davids, Gesangweise in deutsche Reime verfasst“ (Frankfurt/Main, bei Peter Brubach). Von den übersetzten Liedern gelangten einige Lieder in verschiedene Gesangbücher, so 1603 in das von Frankfurt am Main.